# Club Voleibol Manacor
El Club Voleibol Manacor es un equipo de voleibol de la ciudad de Manacor. Fundado en 1989, milita en la Superliga Masculina española, a la que ascendió tras la temporada 2017/18. Su nombre en competición es ConectaBalear Manacor. Además, cuenta con un equipo femenino que en 2020 ascendió a Primera Nacional.

## Historia

### Antecedentes del voleibol en Manacor
El voleibol en Manacor, igual que en el resto de España, se empezó a practicar por iniciativa del “Frente de Juventudes y de la Sección Femenina”, sobre los años 50. Concretamente, las primeras noticias que tenemos del Voleibol (Balonvolea) a la ciudad de Manacor es a partir del año 1954. Salvador Bauzá era Profesor de “Formación del Espiritu Nacional” y de Educación Física al Instituto de Bachillerato Ramon Llull, situado en el barrio de Sano Torre de Manacor. Llevó una red y una pelota de voleibol por primera vez a la ciudad de Manacor y se empezó a conocer y practicar este deporte en el patio del Instituto. Desde este momento se podría decir que el Voleibol no se ha dejado de jugar en la ciudad de Manacor. A raíz de la práctica del voleibol al instituto, mucha gente de fuera del pueblo, que también estudiaba allí, lo conoció.
En aquella época, a nivel Provincial y Estatal, la Organización Juvenil Española (OJE), organizaba los Campeonatos de Baleares y de España. Estos Campeonatos se jugaban durante los meses de Mayo y junio. Al Instituto se hacían equipos entre los alumnos en edad juvenil que participaban al Campeonato Provincial. En el año 1968 uno de estos equipos se proclamó Campeón de Baleares y participó a la Fase de Sector que se jugó en Zaragoza en el mes de mayo. Después de los buenos resultados conseguidos durante los años de inicio, el balonvolea siguió practicándose en los institutos y entró fuerte en los alumnos de aquel momento, incluso se colocó como deporte de los juegos escolares.
En el año 1970 se formó un equipo entre los alumnos de quinto y sexto de Bachillerato del Instituto. Fueron campeones de Baleares del Campeonato organizado por la OJE y participó a la Fase de Sector que se hizo a Murcia. El equipo de Manacor llegó a la Final del Campeonato, pero finalmente perdió con el equipo almeriense y conseguir el segundo lugar. Los años venideros, tanto al Instituto Ramon Llull como el Instituto provisional que hubo al Corter de los Sementales (hoy Colegio Simó Ballester), se continuó jugando al voleibol al patio del Instituto y se continuaron haciendo equipos de la OJE.
La llegada de la década de los 80 supuso el pilar del voleibol en Manacor. Durante este periodo de tiempo se continúa jugando al voleibol en los institutos y se hacen torneos entre diferentes escuelas de Manacor. Esto supuso la creación de los primeros equipos federados como el CD. Costa de Categoría Senior Masculina y el CD Can Costa Orquídea, un equipo Juvenil femenino. El equipo Senior Masculino Can Costa jugó la Liga Provincial de Voleibol de Baleares durante 2 Temporadas, la de 1980-1981 y la de 1981-1982. Una vez finalizado el segundo año de competición, el equipo se deshizo y unos cuántos de sus jugadores fueron a jugar a Petra.
Poco a poco a estos partidos se fue apuntando más gente, hasta que en otoño del año 1988, Andreu Oliver, de Viajes Magatours, publicó un escrito en el “Manacor Comarcal” pidiendo gente a la que le gustara jugar al voleibol. Pere Fons i Andreu Mesquida, como representantes de un grupo de amigos que jugaban al voleibol se pusieron en contacto con Andreu Oliver y después de varias reuniones deciden poner en marcha una liga de Peñas de Voleibol en Manacor. La idea ya era una realidad en enero del año 1989. Esto fue clave para el desarrollo definitivo del voleibol en Manacor y a los pueblos alrededores.
En la primera edición de las Peñas de Manacor se inscribieron 8 equipos, muchos de ellos eran mixtos, y estaban esponsorizados por diferentes comercios de Manacor. Los 8 equipos que participaron fueron: Viajes Magatours, Instituto Mossen Alcover , Transportes Serra, Modul Mallorquín, Bar Chuti (Picadilly), Moldures Llull, Sus Delicies y Carpintaría Febrero. Los partidos se jugaban los sábados por la tarde en 2 pistas que había en el patio del instituto Mn. Alcover. El ganador de esta primera liga fue el equipo “Bar Sus Delicies”, que ganó 13 partidos y solo perdió uno con el segundo clasificado, el equipo “Moldures Llull”. Una vez finalizada la Liga, se jugó el Torneo Ferias y Fiestas de Primavera. El Campeón fue el Bar Sus Delicies que se impuso al Moldures Llull por un ajustado 3-2, 16-14 al tiebreak. En verano se jugó en Se Islote una Liga de Vóley Playa y el Bar Sus Delicies volvió hacer Campeón, por lo que consiguió el “triplete”.
A raíz de esto, gracias a las gestiones de Joan Llull “ Llullet”, Profesor de Gimnástica de la Escuela Industrial, el CV. Son Amar de Palma, campeón de la Liga de División de Honor Española y finalista de la Recopa de Europa, disputó un partido de exhibición en Na Capellera jugando con 4 jugadores de Peñas de Manacor entre sus filas. Estos jugadores fueron Toni Tauler, Mateu Pomar, Pere Fons i Andreu Mesquida.

### Inicios del club
La creación y posterior desarrollo de la Liga de Peñas de Voleibol supuso la resurrección del voleibol federado en pueblos que ya habían tenido voleibol y el nacimiento de clubes nuevos en otros pueblos. Como en el caso del CV. Artá, CV. Villafranca, CV. Petra, CV. Son Carrió, CV. Son Servera, CV. Porreras y el CV. Manacor. Una vez finalizada la Liga de Peñas, unos cuantos de los jugadores más destacados de los equipos de Peñas propusieron a Pere Fons y Andreu Mesquida, fundadores de las Peñas de Voleibol, hacer un club de voleibol federado para jugar la liga federada que organizaba la Federación Balear de Voleibol. Se hizo el acta notarial de constitución del Club Voleibol Manacor, se redactaron los estatutos y estos fueron aprobados por la Dirección General de Deportes del Gobierno Balear el día 26 de julio de 1989. Con la primera Junta Directiva del Club Voleibol Manacor formada por las siguientes personas: Andreu Oliver, Antoni Matamalas, Sebastiá Navidad, Antoni Galmés y Sebastiá Amer.
Una vez constituido el club y decidido que se inscribirían dos equipos masculinos en la 3ª División Balear de Voleibol, se necesitaba una pista para hacer los entrenamientos y jugar los partidos. Fue en Na Capellera, donde tras muchas reuniones, conseguirían tres horas a la semana para poder entrenar y los sábados que fuera posible para jugar los partidos. Los otros días entrenaban al aire libre en el Jordí del Recó y en la Plaza de la Industria donde se llegaron a jugar algunos partidos oficiales.
El primer patrocinador del club fue el semanario “Manacor Comarcal”, que pagó los equipajes y los chándales de los 2 equipos. Se hicieron dos equipos, uno integrado por los jugadores más jóvenes, el CV Manacor “A”, y otro, el CV Manacor “B”, con los jugadores no tan jóvenes. Ambos entrenador por Pere Timoner.
En el 1990 se incorporó al club, Xavier Isern. Fue un jugador y entrenador que dio un nuevo impulso técnico y táctico al club estando en 3ª División (2ª Balear) y un equipo Juvenil Masculino. Este equipo juvenil tenía muy poca experiencia pero muchas ganas de aprender. De hecho casi todos los integrantes de este equipo continuaron durando mucho de años como jugadores y, sobre todo, como Entrenadores.
En la temporada 1991-1992 el Ayuntamiento dejó la Pista de Can’n Costa al Club para entrenar y jugar los partidos. Esta temporada supuso la confirmación del crecimiento del Club. Al Senior y Juvenil Masculino del año pasado, se añaden los equipos Cadete Femenino, Cadete Masculino, Juvenil Femenino y Senior Femenino. De este modo el Club ya contó con seis equipos. Aunque el verdadero éxito fue el del ascenso del Primer Equipo a Segunda División. Aunque no sería el primer ascenso, sino que al año siguiente se conseguiría otro más para situar al Club Voleibol Manacor en 1ª División Balear. En la Temporada 1993-1994, el club fue subcampeón de Mallorca que le dio derecho a participar en el Campeonato de Baleares y en la Fase de Ascenso a 1ª División Nacional que tuvo lugar en Benidorm (Alicante), quedando clasificado en séptimo lugar. Resultado que se repetiría casi a la perfección, salvo que no se pudo acceder a la Fase de Ascenso en el siguiente año.
Los equipos del Club, después de jugar cuatro años a Can’n Costa, la temporada 1995-1996 se van trasladaron al recientemente inaugurado Polideportivo Miquel Angel Navidad. En este año se incorporó Joan Pont Nicolau, que había acabado la Carrera de INEF en Barcelona y dio al Club un nuevo impulso, tanto a la parte Técnica como la parte organizativa. El equipo se proclamó subcampeón de Mallorca, campeón de Baleares y participó en la Fase de Ascenso a Primera División disputada a Cartagena. El equipo viajó con bajas en la plantilla y perdió los 3 partidos que jugó.

### Primer ascenso a Primera Nacional
En la 1996-1997 se funda el filial masculino del club que empezó a militar en 3ª División Regional. Mientras tanto, el Primer Equipo, patrocinado por “Mutua General de Seguros”, se proclamó campeón de Mallorca, campeón de Baleares y participó a la Fase de ascenso a Primera División Nacional que se jugó en Silla (Valencia). Consiguió quedar segundo de su grupo, perdiendo con el CV. Silla y ganando al CV. Zaragoza y al FC. Barcelona. En las semifinales perdió con el Lliceu Francés de Barcelona y en el partido por el 3 y 4 lugar perdió con el CV Cieza por 3-2, 15-13 en el tiebreak. El resultado les sirvió para ascender a Primera División Nacional en la plaza del desaparecido Atlético Baleares. El club ya estaba en la segunda categoría del voleibol español y, por lo tanto, el nivel de juego de los equipos era muy elevado.
La Junta Directiva del Club decidió no hacer fichajes de fuera y jugar con la misma plantilla del año anterior, integrada por jugadores de Manacor. El esponsor del equipo fue el mismo que el anterior, “Mutua General de Seguros”. Solo lograron ganar un partido en Manacor y contra el FC Barcelona. Una vez acabado el partido, y para celebrar la primera y única victoria, los jugadores fueron bañarse a la fuente que había a la Plaza del Mercado. Por los resultados, el equipo perdió la categoría aunque lo más importante fue que los forofos que cada sábado llenaban las gradas de Miquel Angel Ndal pudieron disfrutar de unos buenos partidos de voleibol.

### Consolidar el proyecto
El equipo consigue resurgir de sus cenizas en la 1998/1999 y se proclama subcampeón de Mallorca y Baleares. El resultado les dio derecho a participar en la Fase de Ascenso a Primera División celebrada en Barcelona y organizada por el CV. San Martín. Fue la primera vez que en una fase así se jugaba con el actual sistema de puntuación y con la figura del líbero. Consiguieron quedar segundos de grupo y clasificarse para las semifinales. Aquí cosecharon la victoria frente al equipo local por un ajustado 3-2 y en la final perdieron por 3-0 con el CV Universidad de Murcia. Pese a ello, consiguieron regresar a Primera División Nacional.

### Vuelta a Primera Nacional
Tras el segundo ascenso a la segunda categoría del voleibol español, el equipo fue encuadrado en el Grupo “B” de 1ª División Nacional con equipos de las Comunidades Autónomas de Cataluña, Aragón, Valencia y Murcia. Fueron capaces de quedar ebnuna meritoria sexta posición. Además, a final de temporada se jugó el primer partido internacional del club. Fue en un amistoso contra el CV Menegola Módena. Se cosechó una derrota contra el equipo italiano por 1-3.
Un cambio en el sistema de competición hizo que la Primera División Nacional se jugara en una primera fase con 2 Subgrupos de 6 equipos y luego otros dos de ascenso o descenso. El Club Voleibol Manacor jugó en el subgrupo Norte con 4 equipos catalanes y 1 de Zaragoza. Tras una muy buena liga, quedan primeros con 8 partidos ganados y 2 perdidos. Ya en el grupo de Ascenso, bajaron un poco su nivel de juego y terminaron quintos. Resultado que no permitió el ascenso, pero que sí mantuvo la categoría. En la temporada 2001-2002 el equipo termina segundo en la primera Fase de la Liga y se asegura la permanencia. Como el año pasado, en la segunda fase de la Liga, no consiguió el mismo nivel de juego y finalizaron en la sexta posición. Tras cuatro años seguidos en Primera Nacional, el equipo volvió a perder la categoría.

### La lucha por volver
El equipo se recompuso del mazazo del descenso y quedó segundo de la Liga. Esto le dio derecho a participar en la Fase de Ascenso a 1ª División Nacional que se jugó en Valencia. No tuvo una buena actuación y solo ganó 1 partido y perdió 4. Por lo que tuvo que permanecer otro año en esta categoría. Ese año les sirvió para aprender de los errores y quedar primeros en liga al año siguiente con 17 partidos ganados y una sola derrota. Pero, en la fase de Ascenso a 1ª División Nacional que se jugó en Lorca (Murcia), quedaron en la quinta posición y no consiguieron el ascenso por segundo año consecutivo.
En la temporada 2007-2008 el equipo que había perdido ya cuatro fases de ascenso consecutivas, se vio obligado a dejar el Polideportivo Miquel Angel Navidad. Volvieron a sus orígenes y el CV. Manacor pasó a jugar en el Polideportivo Bernat Costa de Na Capallera. Tras muchas temporadas sin ser un equipo protagonista en la categoría, en la 2011-2012 el equipo logró ser segundo, lo cual le daba derecho a jugar la Fase de Ascenso. La crisis económica, que también lastraba al club, obligó a renunciar a la entidad a disputarla. No fue hasta el año siguiente cuando gracias al patrocinio del “Bar Truis” y tras finalizar segundo la 1ª Fase de la Liga, con 11 partidos ganados y 1 de perdido, pudo jugar la segunda. En esta ganó los 6 partidos que jugó dándole el derecho a jugar la Fase de Ascenso de Elche (Alicante) donde quedaron terceros, empatados a puntos con el segundo (hubo 1 Siete de diferencia) y no pudieron, por lo tanto, conseguir el Ascenso.
Tras la renuncia de un equipo en Primera División Nacional, el equipo balear solicitó la plaza para jugar ellos en su lugar. La Real Federación Española de Voleibol aceptó la solicitud e hizo volver a Manacor al lugar que ocupó una década atrás. La afición llenó las gradas de Na Capallera y pudo disfrutar de un bonos y emocionantes partidos. Emocionantes, porque muchos se decidieron al tiebreak. Ese año terminó la liga casi invicto en casa y acabó la liga en quinta posición.
El siguiente año supuso una gran temporada del equipo de 1ª Nacional que finalizó la Liga en una meritoria 3ª posición, con un balance de 13 partidos ganados y 7 de perdidos. El público que, prácticamente en cada partido llenaba las gradas de Na Capallera, pudo disfrutar de muchos partidos de voleibol. El claro ganador de la liga fue el CV. Can’n Ventura de Palma, que solo perdió un partido en toda la Liga, en Manacor. Se inscribió para jugar la Fase de Ascenso a Superliga 2, pero esta no se jugó porque no se inscribieron suficientes equipos. Al final se aplicó la normativa y se hizo una clasificación conjunta entre los 2 Grupos de 1ª Nacional y quedando en 6.ª posición.

## Estadísticas históricas

### Entrenadores
| Entrenador              | País         | Temporada         |
| ----------------------- | ------------ | ----------------- |
| Jaume Febrer Miquel     | España       | 2014 - 2015       |
| ¿?                      | Bandera de ? | 2015 - 2017       |
| Jaume Febrer Miquel     | España       | 2017 - 2020       |
| Lluís Enric Molada Miró | España       | 2020 - 2023       |
| Alexis Rubén González   | Argentina    | 2023 - Actualidad |

## Palmarés
Nota: en negrita competiciones vigentes en la actualidad.
| Competición nacional        | Títulos | Subcampeonatos |
| --------------------------- | ------- | -------------- |
| Copa del Rey (0/1)          |         | 2025.          |
| Superliga Masculina 2 (0/1) |         | 2017-18.       |